# Раушер, Юлиус
Юлиус Раушер (нем. Julius Rauscher; 4 апреля 1859, Зборовице, район Кромержиж — 17 марта 1929, Братислава) — чешский музыкальный педагог, скрипач, композитор, хоровой дирижёр.
Родился в семье трактирщика, начальное музыкальное образование получил у своей матери, в роду которой были музыканты. С 1873 года играл на скрипке в военном оркестре. C 1880 года преподавал в музыкальной школе «Конкордия» в Кромержиже. В середине 1880-х гг. перебрался в Прагу, недолгое время играл в оркестре Национального театра, в 1884 году в качестве второй скрипки принял участие в премьере Второго струнного квартета Бедржиха Сметаны (3 января) и в чешской премьере Струнного квартета № 11 Антонина Дворжака (5 января). Завершил музыкальное образование в 1886—1889 гг. в Пражской консерватории, которую окончил по классу скрипки, занимался также композицией под руководством Зденека Фибиха. Работал учителем музыки в нескольких аристократических домах, преподавал в музыкальной школе в Оломоуце. В 1894—1905 гг. преподаватель музыки в учительской семинарии в Инсбруке, затем в 1905—1922 гг. в учительской семинарии в Кромержиже (среди его учеников Эмиль Аксман). Одновременно руководил кромержижским хором «Мораван» (вместе со Станиславом Шулой) и хором в кромержижской церкви Святого Маврикия, некоторое время также был первой скрипкой городского струнного квартета.
Опубликовал ряд учебников и пособий, в том числе сборник обработок народных песен и оперных арий для струнного квартета, учебники скрипичной (1914) и фортепианной (1920) игры. Автор небольших фортепианных пьес и песен.